# مقاطعة تومبيس
مقاطعة تومبيس (بالإنجليزية: Tumbes Province)‏ هي مقاطعة في بيرو، تتبع إقليم تومبيس، عاصمتها تومبيس، تبلغ مساحتها 1800.85 كيلومتر مربع.

## التقسيمات الإدارية
- مديرية تومبيس
- Corrales District [الإنجليزية]‏
- La Cruz District, Tumbes [الإنجليزية]‏
- Pampas de Hospital District [الإنجليزية]‏
- San Jacinto District [الإنجليزية]‏
- San Juan de la Virgen District [الإنجليزية]‏.